# 2021년 터키 산불
2021년 터키 산불은 터키 지중해 지역에서 일어난 산불로, 지난 10년 간 튀르키예에서 일어난 최악의 산불이다. 2021년 7월 28일, 기온이 37 °C까지 오른 안탈리아주 마나브가트에서 시작되었다. 2021년 7월 30일 현재 물라주, 아다나주, 오스마니예주, 메르신주, 카이세리주 등 17개 주가 동시에 산불 피해를 입었다.

## 산불

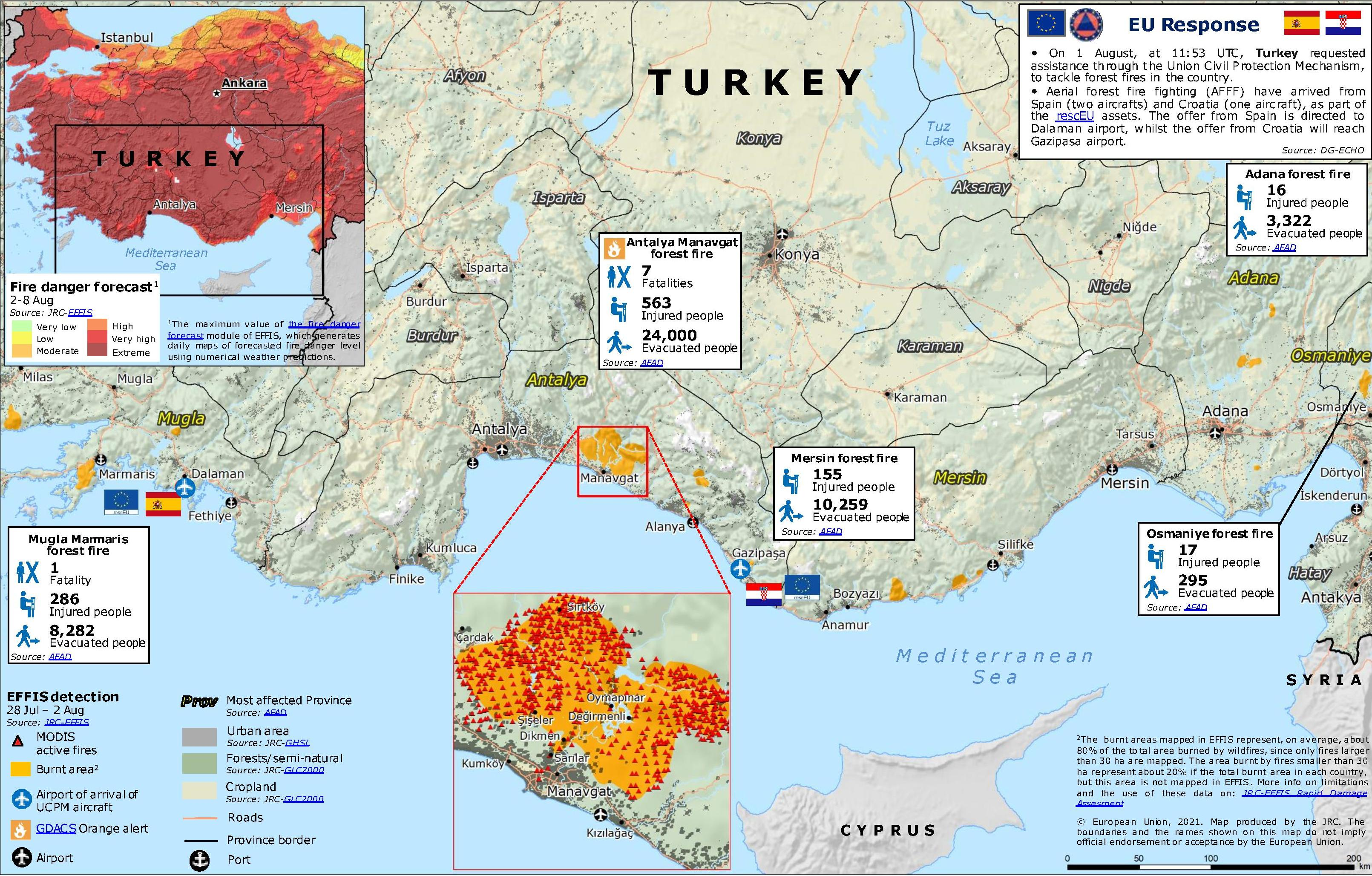
산불 지도

코페르니쿠스 위성은 하루 최대 열 세기를 약 20 기가와트로 측정했는데, 이는 터키의 이전 기록의 4배이다. 이 산불로 8명이 사망했으며 이 중 최소 2명이 소방대원이다. 안탈리아주 18개 마을과 아다나주와 메르신주 16개 마을이 대피했다. 대부분의 부상은 연기 흡입 때문이었다. 터키 해안 경비대가 민간 보트의 도움을 받아 보드룸의 2개 호텔에서 4,000명 이상의 관광객과 직원들이 바다로 대피시켰다. 무라트 쿠룸 환경부 장관은 100개가 넘는 미술관이 피해를 입을 할 것이라고 말했다. 대통령은 남부 5개 주의 일부를 재난 지역으로 선포했다.
베키르 팍데미르 농림부 장관은 지난 7월 항공기 3대와 헬기 38대, 소방관 4000여명이 화재와 싸웠다고 밝혔다. 급수차 485대, 불도저 660대와 함께 드론도 사용되었다. 또한 2000마리 이상의 농장 동물들이 죽었다고 말했다. 재난안전관리청은 지난달 29일 58명이 아직 병원에 입원해 있다고 밝혔다. 오이마피나르 댐에 갇힌 10명이 구조됐다. 그러나 소방비행기는 대낮에만 운항할 수 있었고, 쓰러진 나무들은 도로의 접근을 막았다. 8월 3일 라디오 텔레비전 최고위원회는 터키의 언론들이 보도에서 너무 부정적이지 않도록 경고했다. 8월의 첫 며칠 동안 서쪽에서 새로운 화재가 발생했다. 케메르코예 발전소는 화재가 벽에 도달하면서 일시적으로 가동이 중단되었다.